# Metec-TKH Continental Cyclingteam/2013
Deze pagina geeft een overzicht van de Metec-TKH Continental Cyclingteam wielerploeg in 2013.

## Algemeen
Sponsors: Metec
Algemeen Manager: Michel Megens
Ploegleiders: Allard Engels, Mathijs Delen en Niels de Blauw
Fietsmerk: BMC
Materiaal, wielen en banden: Shimano, Fast Forward, Continental AG

## Renners
| Naam              | Geboortedatum | Nationaliteit | Ploeg 2012 |
| ----------------- | ------------- | ------------- | ---------- |
| Jesper Asselman   | 12-03-1990    | Nederland     |            |
| Dennis Bakker     | 04-11-1993    | Nederland     |            |
| Melvin Boskamp    | 30-10-1990    | Nederland     |            |
| Jurrien Bosters   | 30-04-1991    | Nederland     |            |
| Remco te Brake    | 29-11-1988    | Nederland     |            |
| Brian van Goethem | 16-04-1991    | Nederland     |            |
| Dex Groen         | 08-08-1990    | Nederland     |            |
| Luc Hagenaars     | 27-07-1987    | Nederland     |            |
| Dries Hollanders  | 31-07-1986    | België        |            |
| Peter Koning      | 03-12-1990    | Nederland     |            |
| Adrie Lindeman    | 21-10-1985    | Nederland     |            |
| Elmar Reinders    | 14-03-1992    | Nederland     |            |
| Joey van Rhee     | 14-11-1992    | Nederland     |            |
| Oscar Riesebeek   | 23-12-1992    | Nederland     |            |
| Dennis Smit       | 18-02-1981    | Nederland     |            |
| Jeff Vermeulen    | 07-10-1988    | Nederland     |            |

## Belangrijkste overwinningen
Olympia's Tour
1e etappe: Jeff Vermeulen
3e etappe: Jeff Vermeulen
2012 ·
2013